# نيرستار
نيرستار (Nyrstar) هي شركة عالمية متخصصة بإنتاج الفلزات واستخراج المعادن، وهي تعد من الشركات الكبرى في العالم في إنتاج الزنك والرصاص. تأسست الشركة سنة 2007 ويقع مقرها الرئيسي في مدينة بالن البلجيكية، ومركز التشغيل في مدينة زيورخ السويسرية، ولها العديد من الفروع في عدد من دول العالم، ويبلغ عدد موظفيها قرابة أربعة آلاف موظف.
في سنة 2019 استحوذت شركة ترافيجورا على شركة نيرستار.